# Nothobranchius

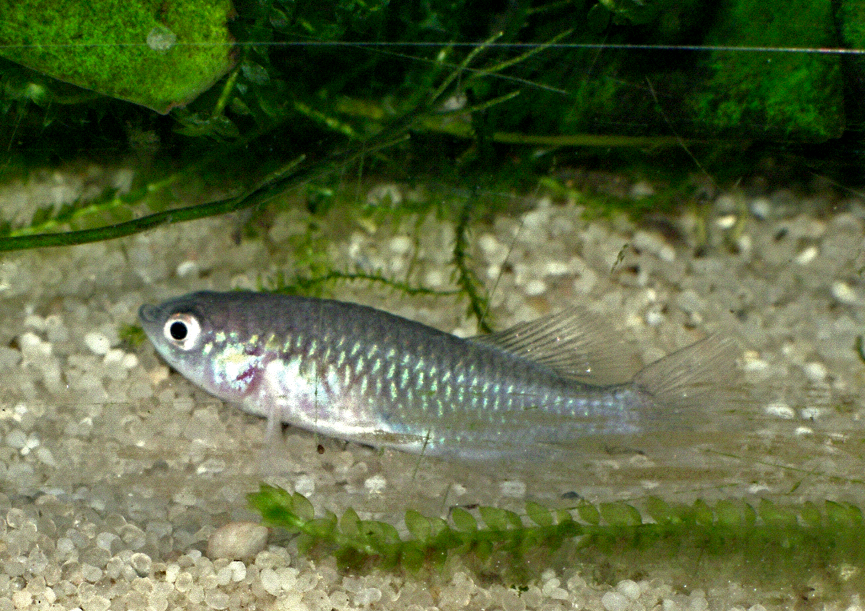
Femella de Nothobranchius eggersi

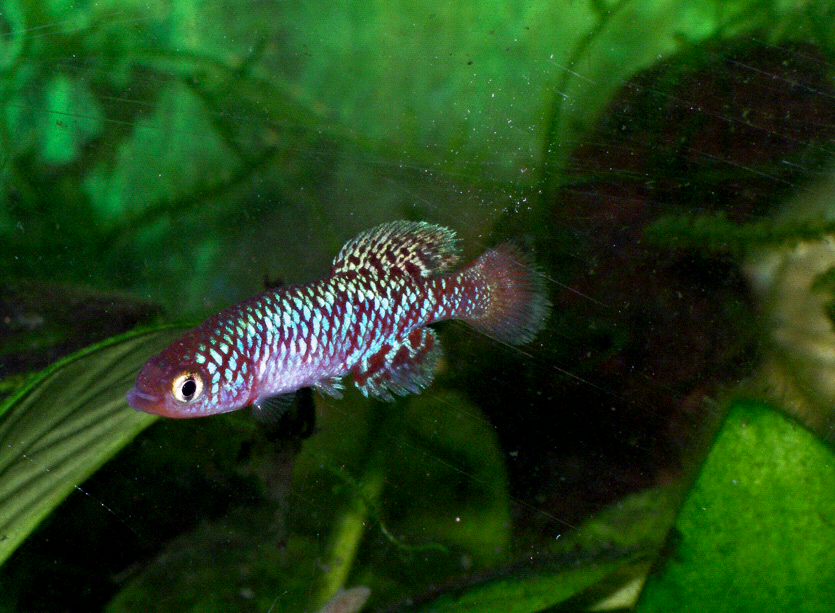
Mascle de Nothobranchius rachovii

 Nothobranchius  és un gènere de peixos estacional de la família dels aploquílids (Aplocheilidae) i de l'ordre dels ciprinodontiformes. Va ser descrit per Wilhelm C.H. Peters el 1868.

## Taxonomia
- Nothobranchius albimarginatus (Watters, Wildekamp i Cooper, 1998)
- Nothobranchius annectens (Watters, Wildekamp i Cooper, 1998)
- Nothobranchius bojiensis (Wildekamp i Haas, 1992)
- Nothobranchius brieni (Poll, 1938)
- Nothobranchius eggersi (Seegers, 1982)
- Nothobranchius elongatus (Wildekamp, 1982)
- Nothobranchius fasciatus (Wildekamp i Haas, 1992)
- Nothobranchius flammicomantis (Wildekamp, Watters i Sainthouse, 1998)
- Nothobranchius foerschi (Wildekamp i Berkenkamp, 1979)
- Nothobranchius furzeri (Jubb, 1971)
- Nothobranchius fuscotaeniatus (Seegers, 1997)
- Nothobranchius geminus (Wildekamp, Watters i Sainthouse, 2002)
- Nothobranchius guentheri (Pfeffer, 1893)
- Nothobranchius interruptus (Wildekamp i Berkenkamp, 1979)
- Nothobranchius janpapi (Wildekamp, 1977)
- Nothobranchius jubbi (Wildekamp i Berkenkamp, 1979)
- Nothobranchius kafuensis (Wildekamp i Rosenstock, 1989)
- Nothobranchius kilomberoensis (Wildekamp, Watters i Sainthouse, 2002)
- Nothobranchius kirki (Jubb, 1969)
- Nothobranchius kiyawensis (Ahl, 1928)
- Nothobranchius korthausae (Meinken, 1973)
- Nothobranchius kuhntae (Ahl, 1926)
- Nothobranchius lourensi (Wildekamp, 1977)
- Nothobranchius luekei (Seegers, 1984)
- Nothobranchius malaissei (Wildekamp, 1978)
- Nothobranchius melanospilus (Pfeffer, 1896)
- Nothobranchius microlepis (Vinciguerra, 1897)
- Nothobranchius neumanni (Hilgendorf, 1905)
- Nothobranchius nubaensis (Bellemans, 2003)
- Nothobranchius ocellatus (Seegers, 1985)
- Nothobranchius orthonotus (Peters, 1844)
- Nothobranchius palmqvisti (Lönnberg, 1907)
- Nothobranchius patrizii (Vinciguerra, 1927)
- Nothobranchius polli (Wildekamp, 1978)
- Nothobranchius rachovii (Ahl, 1926)
- Nothobranchius robustus (Ahl, 1935)
- Nothobranchius rubripinnis (Seegers, 1986)
- Nothobranchius rubroreticulatus (Blache i Miton, 1960)
- Nothobranchius steinforti (Wildekamp, 1977)
- Nothobranchius symoensi (Wildekamp, 1978)
- Nothobranchius taeniopygus (Hilgendorf, 1891)
- Nothobranchius ugandensis (Wildekamp, 1994)
- Nothobranchius virgatus (Chambers, 1984)
- Nothobranchius vosseleri (Ahl, 1924)
- Nothobranchius willerti (Wildekamp, 1992)